# Península de Izu

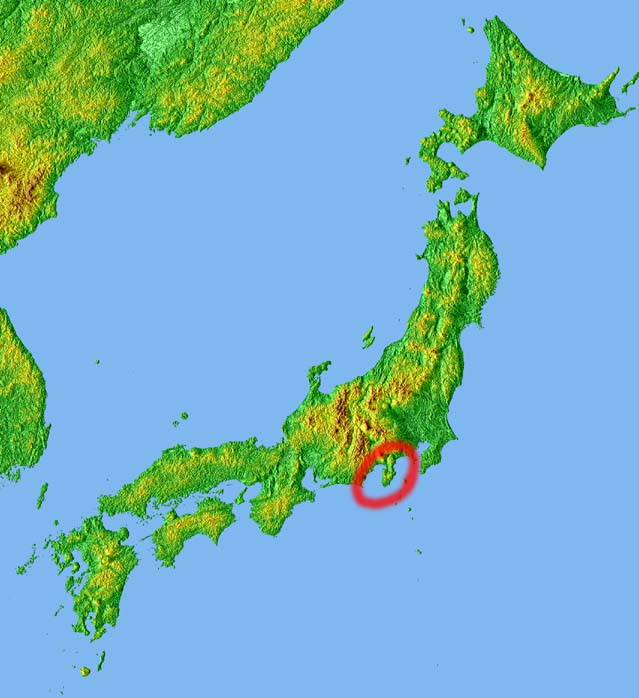
Localização da península

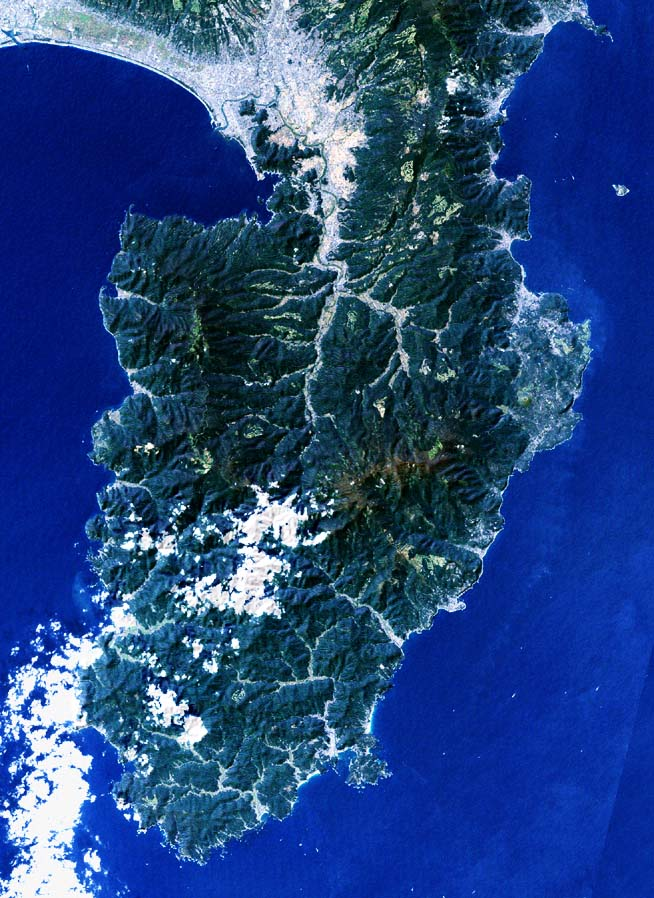
Imagem de satélite

A Península de Izu (伊豆 半島, Izu-hantō) é uma península situada a oeste de Tóquio na ilha japonesa de Honshu. Antigamente era parte integrante da província de Izu, mas agora está integrada na província de Shizuoka, contudo, o arquipélago de Izu é administrado por Tóquio.

## Atracções turísticas
Esta península é um destino popular para as pessoas da região de Tóquio, sendo sobretudo conhecida pelas suas fontes termais, onsen, localizadas em Atami e Mishima. A península de Izu é parte do Parque Nacional Fuji-Hakone-Izu e está próxima do monte Fuji.
Além das águas termais, também o mergulho atrai visitantes a esta península, incluindo-se nos principais destinos:
- Parque Oceânico de Izu (伊豆海洋公園, Izu Kaiyō Kōen)
- Yawatano (八幡野)
- Osezaki (大瀬崎)

Mais a sul existe uma estufa de plantas tropicais chamado Parque Banana Crocodilo (バナナワニ園, Banana Wani-en) nas imediações de Ito. Mais atracções turísticas famosas são por exemplo Shuzenji com os seus templos, onsens, cascatas e ryokans e Shimoda, um dos portos abertos ao ocidente pelo Tratado de Kanagawa.
A região de Izu é uma das grandes produtoras de wasabi, pelo que a cozinha local oferece diversos pratos com este ingrediente.

## Accesso
A linha Tokaido Shinkansen permite o acesso à península de Izu para quem vem de Tóquio ou de outros locais a oeste, através das estações de Atami e Mishima. Vindo de Odakyu, de Odawara ou de Hakone, existem autocarros que permitem chegar à península.
O acesso à maior parte do litoral da península é gratuito, contudo, existem áreas de acesso restrito, como a praia Tenno, ou praia do Imperador.